# دهستان تودشک
دهستان تودشک، یکی از دهستان‌های بخش تودشک شهرستان کوهپایه در استان اصفهان ایران است.

## جمعیت
براساس سرشماری عمومی نفوس و مسکن در سال ۱۳۹۵، جمعیت دهستان تودشک برابر با ۳،۳۷۱ نفر بوده‌است.